# Libertad Piedra Canoa
Libertad Piedra Canoa är en ort i Mexiko.   Den ligger i kommunen Huixtla och delstaten Chiapas, i den sydöstra delen av landet, 900 km sydost om huvudstaden Mexico City. Libertad Piedra Canoa ligger 640 meter över havet och antalet invånare är 133.
Terrängen runt Libertad Piedra Canoa är varierad, och sluttar söderut. Runt Libertad Piedra Canoa är det tätbefolkat, med 297 invånare per kvadratkilometer. Närmaste större samhälle är Huixtla, 5,3 km söder om Libertad Piedra Canoa. I omgivningarna runt Libertad Piedra Canoa växer i huvudsak städsegrön lövskog.